# Mania kolejowa
Mania kolejowa, gorączka kolejowa, szaleństwo kolejowe (z ang. railway mania) – bańka spekulacyjna, a ogólnie termin ten określa procesy zachodzące w USA i Wielkiej Brytanii w pierwszej połowie XIX wieku, polegające na inwestowaniu w nową branżę kolejową. 
Mechanizm polegał na spekulacji akcjami towarzystw budowy linii kolejowych. 
Nieuczciwi inwestorzy zakładali przedsiębiorstwa budowlane. Jednak w rzeczywistości zakładali spółki po to, by emitować do sprzedaży ich akcje. Emitując akcje zakładanych spółek, wypłacali sobie i swoim akcjonariuszom olbrzymie dywidendy. To one windowały wartość akcji wciąż w górę, aż nastąpiło pęknięcie spekulacyjnej bańki giełdowej.